# Walzendruck auf Textilien

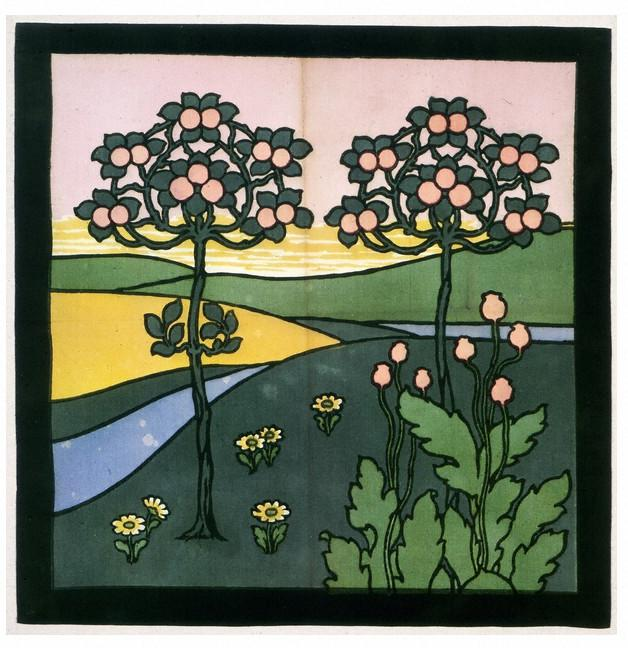
Kissenbezug aus Baumwolle mit Rollendruck, 1904, Silver Studio V&A Museum Nr. CIRC.675-1966

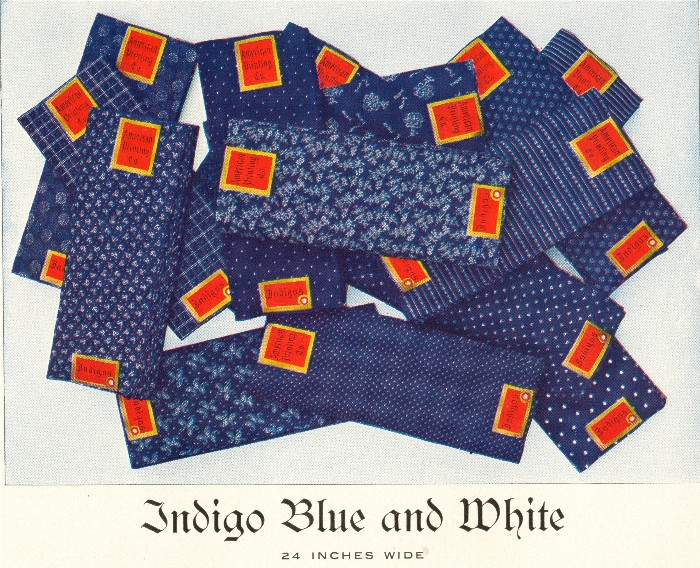
Indigoblau und weiß bedrucktes Tuch, American Printing Company, um 1910

Walzendruck, auch Rollendruck, Zylinderdruck oder Maschinendruck genannt, ist ein Textildruckverfahren, das 1783 von Thomas Bell aus Schottland patentiert wurde, um die Kosten des früheren Kupferdrucks zu senken. Dieses Verfahren wurde ab den 1790er-Jahren in den Textilfabriken von Lancashire zur Herstellung von Baumwollkleidungsstoffen verwendet, wobei meist kleine einfarbige Muster mit Streifenmotiven und winzigen Punktmustern, die als „Maschinengrund“ bezeichnet wurden, reproduziert wurden.
Die Weiterentwicklung der Technik führte ab den 1820er-Jahren zu aufwendigeren Walzendrucken in leuchtenden, satten Farben; besonders beliebt waren Alizarinrot und Chromgelb.
In Industrieländern verdrängte der Walzendruck den älteren Holztafeldruck auf Textilien, bis er Mitte des 19. Jahrhunderts von William Morris wieder aufgegriffen und für Textilien genutzt wurde.

## Kupferstichdruck
Das Bedrucken von Textilien mittels gravierter Kupferplatten wurde erstmals 1770 von Bell praktiziert. Ende des 19. Jahrhunderts war dieser Industriezweig in England gänzlich obsolet.
Bei den ersten Pressen handelte es sich um gewöhnliche Buchdruckpressen, bei denen die gravierte Platte am Ort der Schrift befestigt war. Spätere Verbesserungen verwendeten die bekannte Zylinderpresse, bei der die Platte mechanisch eingefärbt und unter einer scharfen Stahlklinge gereinigt und bei der das Tuch nicht auf die Platte gelegt, sondern um den Druckzylinder herumgeführt wurde. Die Platte wurde in Reibungskontakt mit dem Zylinder angehoben und übertrug beim Unterfahren des Zylinders die Farbe auf das Tuch.
Die große Herausforderung beim Plattendruck bestand darin, die verschiedenen Abdrücke exakt zusammenzufügen. Da dies nicht zuverlässig umsetzbar war, wurde das Verfahren schließlich auf Muster beschränkt, die in einem Durchlauf vollständig sind, wie z. B. Taschentücher. Infrage kommen ebenfalls Muster, die aus weit voneinander entfernten Objekten bestehen und bei denen keine Wiederholung sichtbar ist, wie beispielsweise Motive aus kleinen Sprühern oder Flecken.

## Bells Patent
Bells erstes Patent war eine Maschine zum Drucken von sechs Farben auf einmal, die jedoch wahrscheinlich aufgrund ihrer unvollständigen Entwicklung keinen sofortigen Erfolg hatte. Das Verfahrensprinzip hatte sich dennoch für den Druck mit einer Farbe durchaus als praktisch erwiesen und zufriedenstellende Ergebnisse geliefert. Die Herausforderung bestand darin, die sechs Walzen, von denen jede einen Teil des Musters trug, perfekt aufeinander auszurichten. Dieser Schwachpunkt wurde bald von Adam Parkinson aus Manchester überwunden. 1785, im Jahr seiner Erfindung, wurde Bells Maschine mit Parkinsons Verbesserungen von den Unternehmen Livesey, Hargreaves and Company in Bamber Bridge, Preston, erfolgreich eingesetzt, um Kattune mit zwei bis sechs Farben in einem einzigen Durchgang zu bedrucken. Danny Sayers half dabei.

## Walzendruckmaschinen

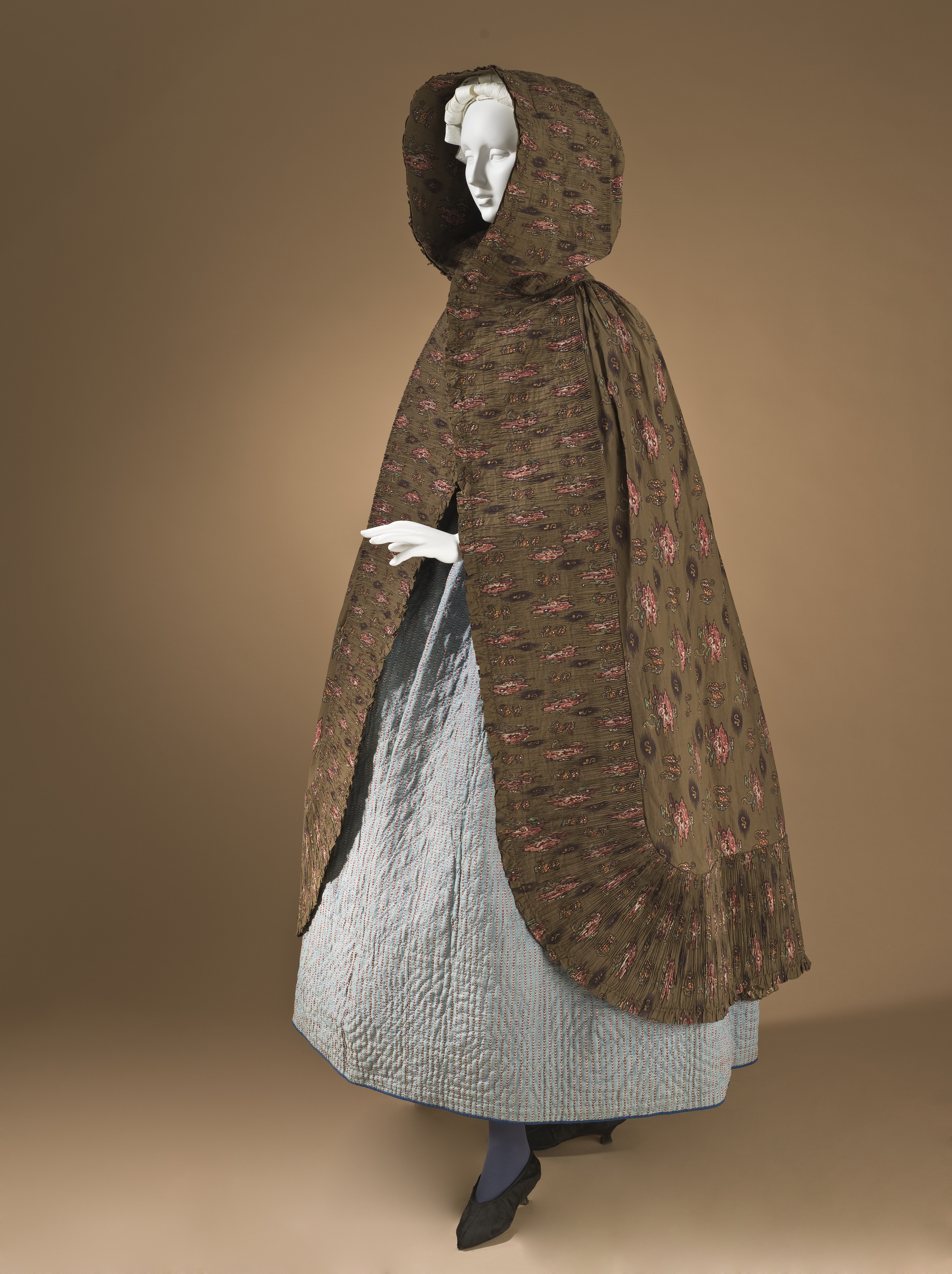
Umhang mit Kapuze und feinem Faltenbesatz, Provence, Frankreich, 1785–1820. Baumwolle in Leinwandbindung mit Kupferdruck und Walzendruck in einem charakteristischen düsteren Ramoneur-Druck (Schornsteinfeger) auf dunklem Grund. Umhänge aus ähnlichen Stoffen, die auf floral bedruckten indischen Kattunstoffen basieren, waren in der Provence von etwa 1770 bis 1830 beliebt. Los Angeles County Museum of Art M.2007.211.669.

In ihrer einfachsten Form besteht die Walzendruckmaschine aus einem  gusseisernen Zylinder. Dieser ist in verstellbaren Lagern gelagert, die sich in Schlitzen an den Seiten des starren Eisenrahmens auf und ab bewegen können. Unter diesem Zylinder ruht die gravierte Kupferwalze in feststehenden Lagern und wird von einer hölzernen Walze, die sich in einem Farbkasten darunter dreht, mit Farbe versorgt. Die Kupferwalze ist auf einer stabilen Stahlachse montiert, an deren einem Ende ein Zahnrad befestigt ist, das mit dem Antriebsrad der Maschine verzahnt ist. Am anderen Ende befindet sich ein kleineres Zahnrad zum Antrieb der Farbwalze. Der gusseiserne Druckzylinder ist mit mehreren Schichten eines speziellen Materials aus Wolle und Baumwollstoff umwickelt, das ihm die nötige Elastizität verleiht, um den zu bedruckenden Stoff richtig in die Gravurlinien zu drücken.
Ein weiteres und für den Prozess sehr wichtiges Gerät ist der Rakel; eine dünne, scharfe Stahlklinge, die auf der gravierten Walze aufliegt. Seine Funktion besteht darin, überschüssige Farbe von der Oberfläche abzukratzen, sodass lediglich die Farbe in der Gravur verbleibt. Aufgrund der variablen Schärfe und Neigung zur Kupferwalze, die je nach Arbeitsanforderung angepasst werden müssen, erfordert die Handhabung des Rakels Fachwissen, um ihn korrekt einzustellen und zu schärfen. Zudem ist praktische Erfahrung erforderlich, um die spezifischen Anforderungen in jedem Fall präzise zu kennen. Damit sich die Klinge nicht ungleichmäßig abnutzt, wird sie hin- und herbewegt, sodass sie ständig ihre Position ändert und nie mit einem bestimmten Teil der Gravur in Berührung kommt. Auf der gegenüberliegenden Seite der Walze befindet sich ein zusätzlicher Zylinder aus Messing oder einer ähnlichen Legierung, der als Fusselschaber fungiert. Seine Aufgabe besteht darin, die losen Fäden oder Fussel zu entfernen, die während des Prägevorgangs von der Walze aufgenommen werden. Während der Stahl- oder Reinigungsrakel durch gewichtete Hebel gegen die Walze gedrückt wird, ruht der Fusselrakel in der Regel lediglich durch sein Eigengewicht auf der Walze. Seine Funktion beschränkt sich darauf, die Flusen aufzufangen, die sich vom Stoff lösen. Werden diese nicht von der Walze entfernt, könnten sie sich mit der Farbe vermischen und zu fehlerhafter Arbeit führen.
Größere Druckmaschinen, die mit zwei bis sechzehn Farben arbeiten, weisen im Wesentlichen Ähnlichkeiten mit den zuvor erwähnten Maschinen auf, unterscheiden sich jedoch in spezifischen Details und sind komplizierter und anspruchsvoller in der Handhabung. Bei einer Zwölffarbenmaschine sind beispielsweise zwölf Kupferwalzen um einen zentralen Druckzylinder oder eine Schale angeordnet, wobei jede Walze einen Teil des Druckbildes trägt. Diese Walzen werden jeweils von einem gemeinsamen Antriebsrad, dem sogenannten Kronenrad, bewegt, das in den meisten Fällen von einer eigenen Dampfmaschine oder einem Motor angetrieben wird. Ein zusätzlicher Unterschied liegt darin, dass die Druckregulierung von dem Zylinder auf die Walzen übertragen wird, die in eigens konstruierten Lagern laufen. Diese Lager können verschiedene Bewegungen ausführen:
- sie können nach oben justiert werden, um die Walzen leicht gegen die zentrale Schale zu drücken;
- sie können seitlich hin- und herbewegt werden, um die Walzen seitlich einzustellen; und
- sie können nach oben oder unten bewegt werden, um die Walzen in vertikaler Richtung einzustellen.

Jede Walze ist mit einem Kastenrad versehen, das die Verbindung zum Antriebsrad herstellt und eine Feinabstimmung ermöglicht. Des Weiteren verfügt jede Walze über einen eigenen Farbkasten und Rakel.
Die genannten, sehr präzisen und sensiblen Vorrichtungen ermöglichen es einem Maschinendrucker auch komplexe Muster schnell und präzise zu montieren.
In den vergangenen Jahren wurde eine Vielzahl von Optimierungen und Erweiterungen an Druckmaschinen vorgenommen, um deren bereits umfangreichen Fähigkeiten zu ergänzen und zu verbessern. Die wesentlichen Entwicklungen sind intermittierende und Duplex-Maschinen. Die intermittierende Maschine erlaubt es, einige oder alle Walzen nach Belieben und in bestimmten Zeitabständen aus dem Kontakt mit dem Zylinder zu bringen. Solche Maschinen finden Anwendung beim Bedrucken von Tüchern und Saris für den indischen Markt. Für diese Güter ist ein breiter Rand über die gesamte Breite in unterschiedlichen Abständen erforderlich, wobei die Abstände zwischen den einzelnen Rändern variieren. Deshalb werden intermittierende Maschinen mit Walzen normaler Größe eingesetzt. Das Hauptteil des Saries wird bedruckt, beispielsweise über fünfeinhalb Meter mit acht Walzen. Diese fallen dann vom Stoff weg und andere, die bis dahin außer Betrieb waren, kommen sofort in Kontakt und drucken einen Rand oder Querbalken, beispielsweise einen Meter breit, quer über das Stück. Im Anschluss ziehen sie sich vom Stoff zurück und die ersten acht kehren wieder zurück und drucken weitere fünfeinhalb Meter. Dieser Vorgang wiederholt sich, bis das gesamte Stück bedruckt ist.
Die Duplex-Maschine verdankt ihren Namen der Tatsache, dass sie beide Seiten des Stoffes bedruckt. Tatsächlich handelt es sich um zwei separate Maschinen, deren Funktionsweisen derart miteinander kombiniert wurden, dass der auf einer Seite vollständig bedruckte Stoff beim Passieren der ersten Maschine deren glatte Walzen ausgesetzt wird, welche den exakten Abdruck des ersten Drucks auf ihm erzeugen. Auf diese Weise wird sichergestellt, dass beide Drucke übereinstimmen. Ein in den Stoff gesteckter Stift sollte bei korrekt abgestimmten Mustern durch die Vorderseite herausragen, wobei der entsprechende Teil des auf der Rückseite gedruckten Musters sichtbar ist.
Die wesentlichen Vorteile des Walzendrucks gegenüber anderen Verfahren sind in drei Punkten festzumachen: Erstens zeichnet sich das Verfahren durch eine hohe Produktivität aus, wobei ungefähr 9 bis 11 Kilometer gewöhnlich in einem Tag von zehn Stunden mit einer einfarbigen Maschine gedruckt werden. Zweitens ist die Fähigkeit des Walzendrucks hervorzuheben, für die Reproduktion jeder Art von Design angewandt zu werden. Dies umfasst die feinen Linien des Kupferstichs, die kleinen Wiederholungen und begrenzten Farben der Perrotine bis hin zu den breiten Effekten des Blockdrucks und Mustern, die im Wiederholungsmaß von 1 bis 80 Zoll (2,5 - 203 cm) variieren. Drittens ist die exakte Anpassung zu nennen, mit der jedes Teils eines ausgefeilten mehrfarbigen Musters an seinen richtigen Platz kommt. Damit ist das Verfahren besonders für feine, delikate Arbeiten geeignet.

## Gravur von Kupferwalzen
Die Gravur von Kupferwalzen stellt einen der wichtigsten Zweige des Textildrucks dar. Von der Perfektion ihrer Ausführung hängt der letztendliche Erfolg der Muster wesentlich ab. Die Gravur kann grundsätzlich auf drei verschiedene Arten ausgeführt werden. Die erste Methode ist die Handgravur mit einem Stichel, wobei das Metall durch Schneiden entfernt wird. Eine weitere Möglichkeit ist das Ätzen, bei dem das Muster in Salpetersäure herausgelöst wird. Die dritte Methode ist das maschinelle Gravieren, bei dem das Muster lediglich eingeritzt wird.
(1) Die Handgravur ist die älteste und zeitaufwändigste Methode der Gravur. Dabei wird zu gravierende Motiv wird mittels einer Ölfarbpause auf die Walze übertragen, wo es mit einem Stahlstichel mit prismatischem Querschnitt und abgeschrägter Spitze ausgeschnitten wird. Das Verfahren erfordert eine sehr ruhige Hand und ein gutes Auge. Obwohl es die besten Ergebnisse liefert, wird es heute nur noch für sehr spezielle Arbeiten und für Muster verwendet, die zu groß sind, um mit mechanischen Hilfsmitteln graviert zu werden.
(2) Bei der Ätztechnik wird ein vergrößertes Bild des Entwurfs mithilfe einer Vergrößerungskamera und Prismen oder Reflektoren auf eine Zinkplatte geworfen. Im Anschluss erfolgt die farbliche Ausgestaltung der Platte, wobei die Farben so gewählt werden, dass sie den Farben des Originals möglichst nahekommen. Die Umrisse jeder Farbe werden sorgfältig von Hand nachgezeichnet. Das ist notwendig, da das Motiv in späteren Arbeitsgängen wieder auf seine ursprüngliche Größe reduziert werden muss und die Umrisse auf der Zinkplatte, wenn sie zu klein sind, weder geätzt noch gedruckt werden können. Die Verkleinerung des Musters und dessen Übertragung auf eine lackierte Kupferwalze erfolgen in einem einzigen Arbeitsgang in der Pantograf-Maschine. Die Maschine ist in der Lage, ein Muster auf der Zinkplatte von der Hälfte auf ein Zehntel seiner Größe zu verkleinern. Zudem ist sie so eingerichtet, dass bei einer Bewegung des Zeigers oder Griffels entlang der eingravierten Linien der Platte eine Reihe von Diamantpunkten ein verkleinertes Faksimile davon durch den Lack schneidet, mit dem die Walze bedeckt ist. Die Anzahl der Punkte ist abhängig von der Anzahl der Wiederholungen, die das Muster auf der Walze aufweisen muss. Die Übertragung der einzelnen Farben eines Musters erfolgt auf separate Walzen. Im nächsten Schritt wird die Walze in eine flache Wanne mit Salpetersäure gelegt, sodass lediglich jene Teile der Walze mit Säure in Kontakt kommen, die zuvor von Lack befreit wurden. Um die erforderliche Gleichmäßigkeit zu gewährleisten, wird die Walze während der gesamten Zeit, in der sie in die Säure eingetaucht ist, kontinuierlich gedreht. Ist die Ätzung tief genug, wird die Walze abgewaschen, sodass der Lack abgelöst wird. Anschließend werden die nicht ganz perfekten Stellen manuell retuschiert.
(3) Bei der maschinellen Gravur wird das Muster mit einer kleinen zylindrischen Fräse in die Walze eingeprägt, auf der sich das Muster als Relief befindet. Es handelt sich um ein indirektes Verfahren, das in jeder Phase äußerste Sorgfalt erfordert. Das Muster oder Design wird zunächst in der Größe so verändert, dass es sich gleichmäßig auf der Walze wiederholt. Eine Wiederholung des Musters wird dann von Hand auf eine kleine, hochglanzpolierte Walze aus weichem Stahl graviert, die in der Regel etwa 3 Zoll (7,62 cm) lang ist und einen Durchmesser von 1/2 bis 3 Zoll (1,27 - 7,62 cm) hat. Die Größe der Walze variiert dabei in Abhängigkeit von der Größe der Wiederholung, mit der sie identisch sein muss. Anschließend wird sie nachpoliert und mit einer Kreidemischung bestrichen, um ein Oxidieren der Oberfläche zu verhindern. In einem mit Kreide und Holzkohle gefüllten Kasten wird die Walze einer Rotglut ausgesetzt. Danach wird sie in kaltes Wasser getaucht, um sie zu härten und schließlich zum gewünschten Härtegrad abgehärtet. In diesem Zustand bildet es die Matrize, aus der die Mühle hergestellt wird. Um die eigentliche Mühle mit dem Reliefmuster herzustellen, wird ein erweichter Stahlzylinder fest gegen die gehärtete Matrize geschraubt, und die beiden werden unter ständig steigendem Druck gedreht, bis der erweichte Zylinder oder die Mühle ein exaktes Abbild des eingravierten Musters im Relief erhalten hat. Die Fräse wiederum wird dann gehärtet und angelassen, wenn sie einsatzbereit ist. Die Größe kann entweder genau wie die der Matrize sein, oder ihr Umfang kann je nach den Umständen ein Vielfaches des Umfangs der Matrize betragen.
Die Kupferwalze muss ebenso einen Umfang haben, der genau einem Vielfachen des Umfangs der Mühle entspricht, damit sich das Muster ohne die geringste Unterbrechung der Linie perfekt zusammenfügt.
Die Arbeitsweise beim Gravieren lässt sich wie folgt beschreiben: Die Kupferwalze wird mit einem Ende der Mühle in Berührung gebracht, wobei die Mühle auf einem Hebelträger montiert ist. Durch Hinzufügen von Gewichten kann so viel Druck wie nötig ausgeübt werden. Im nächsten Schritt werden Walze und Fräse zusammen gedreht, wobei die vorstehenden Teile der Fräse in die weichere Substanz der Walze gepresst werden. Dadurch wird die Walze im Tiefdruckverfahren mit mehreren Kopien dessen graviert, was auf dem ursprünglichen Stempel geschnitten wurde. Ist der gesamte Umfang der Walze graviert, wird das Walzwerk seitlich entlang der Walze in seine nächste Position bewegt. Der Vorgang wird wiederholt, bis die gesamte Walze vollständig graviert ist.

## Bibliographie
- Sharon Sadako Takeda, Kaye Durland Spilker: Fashioning Fashion: European Dress in Detail, 1700 – 1915. Prestel USA 2010, ISBN 978-3-7913-5062-2.
- Jane Tozer, Sarah Levitt: Fabric of Society: A Century of People and their Clothes 1770–1870. Laura Ashley Press, 1983, ISBN 0-9508913-0-4.